# Pectinoctenus nemorosa
Pectinoctenus nemorosa är en loppart som beskrevs av Tiflov 1937. Pectinoctenus nemorosa ingår i släktet Pectinoctenus och familjen smågnagarloppor. Inga underarter finns listade i Catalogue of Life.